# Томич, Вукашин
Вукашин Томич (серб. Вукашин Томић; 8 апреля 1987, Крушевац, Югославия) — сербский футболист, центральный защитник.

## Карьера
Футбольную карьеру начал в 2005 году в клубе «Напредак» (Крушевац). С 2005 по 2008 годы был арендован клубами «Траял», «Копаоник». В 2008 году перешёл в «Ягодину». В 2010 был арендован клубом «Младост» (Лучани), позже подписал контракт с этой командой. В 2011 году вернулся в «Ягодину». В 2013 году был арендован казахстанским клубом «Тараз». В 2014 году переходит в румынский «Университатя» (Крайова), в том же году вернулся в родной «Напредак». В 2015 году играл за албанский «Фламуртари», после играл на родине за клубы «Радник» (Сурдулица), «Спартак» (Суботица). В начале 2017 году подписал контракт с казахстанским клубом «Атырау» из одноимённого города.

## Достижения
«Ягодина»
- Обладатель кубка Сербии: 2012/13